# البيت المفقود
البيت المفقود (بالإنجليزية: The Lost House)‏ هو فيلم أبيض وأسود درامي أمريكي ضائع إنتاج عام 1915 من إخراج كريستي كابان وبطولة ليليان غيش.

## روابط خارجية
- البيت المفقود  في قاعدة بيانات الأفلام على الإنترنت (بالإنجليزية)